# Johann Bielz
Johann Bielz, magyaros írásmóddal Bielz János (1793 – 1857. július 10.) tanár.
evangélikus leánytanító és orgonista volt Nagyszebenban, a tanári pályán összesen 41 évet töltött. Önállóan megjelent munkái:
1. Beschreibung und Bekanntmachung der am 1. Mai 1830. Begonnenen Industrie- und Arbeitsschule des Joh. Bielz. (Hermannstadt, 1830.)
2. Worte des Herzens über Töchter-Erziehung. (Uo. 1830.)
3. Vorschlag. Aufforderung und Bitte… in Betreff der zu errichtenden Anstalt für Töchter-Erziehung. Uo. 1831.
4. Unterricht für Mädchen. (Uo. 1831.)
5. Nachträgliche Anzeige. Uo. 1833. (Ebben hirdeti önéletirását, mely azonban nem jelent meg.)
6. Lehrbüchlein der Singkunst für die Jugend. Uo. 1840.